# 埼玉県道398号大和田停車場線

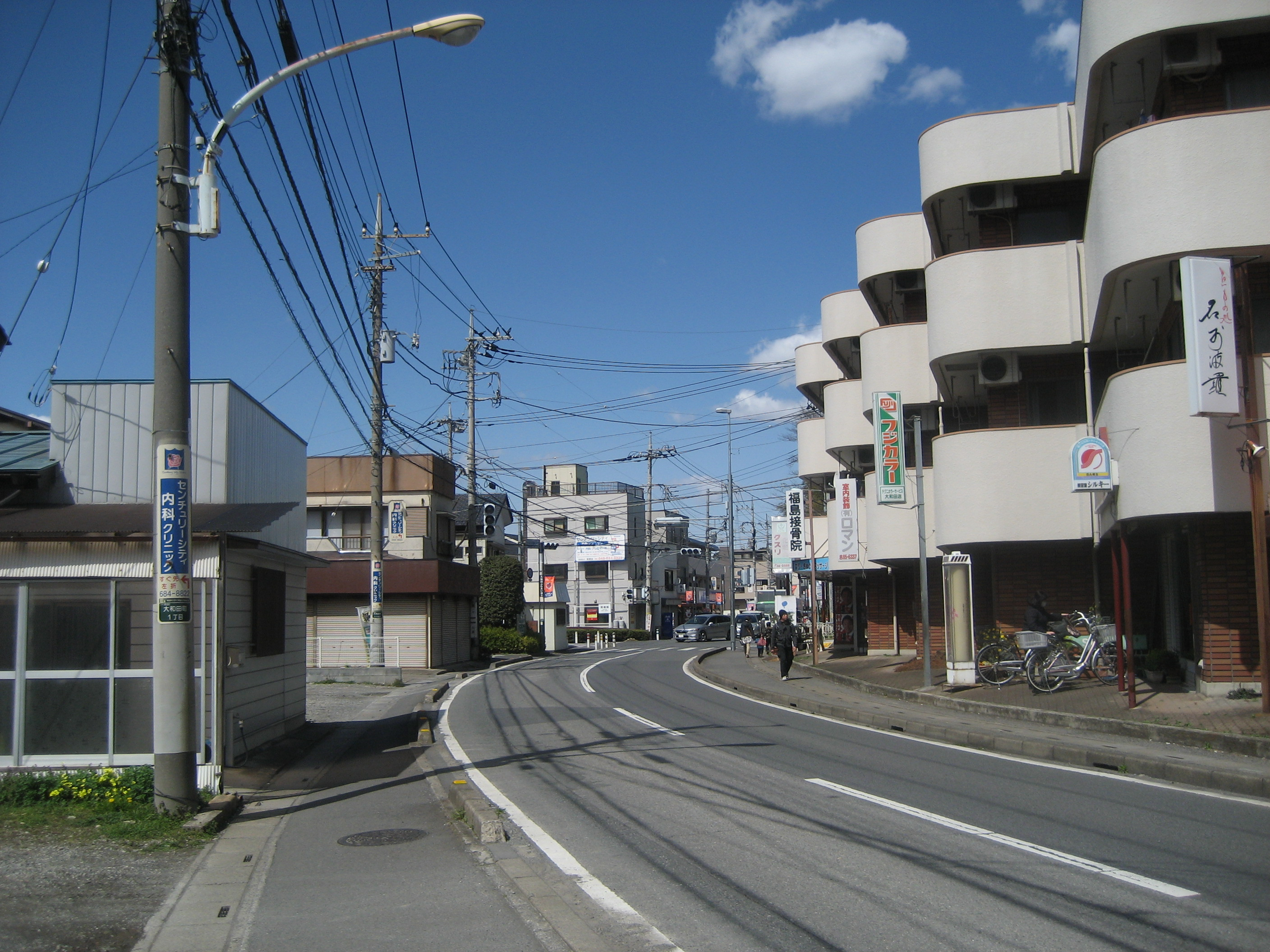
さいたま市見沼区大和田駅南交差点付近

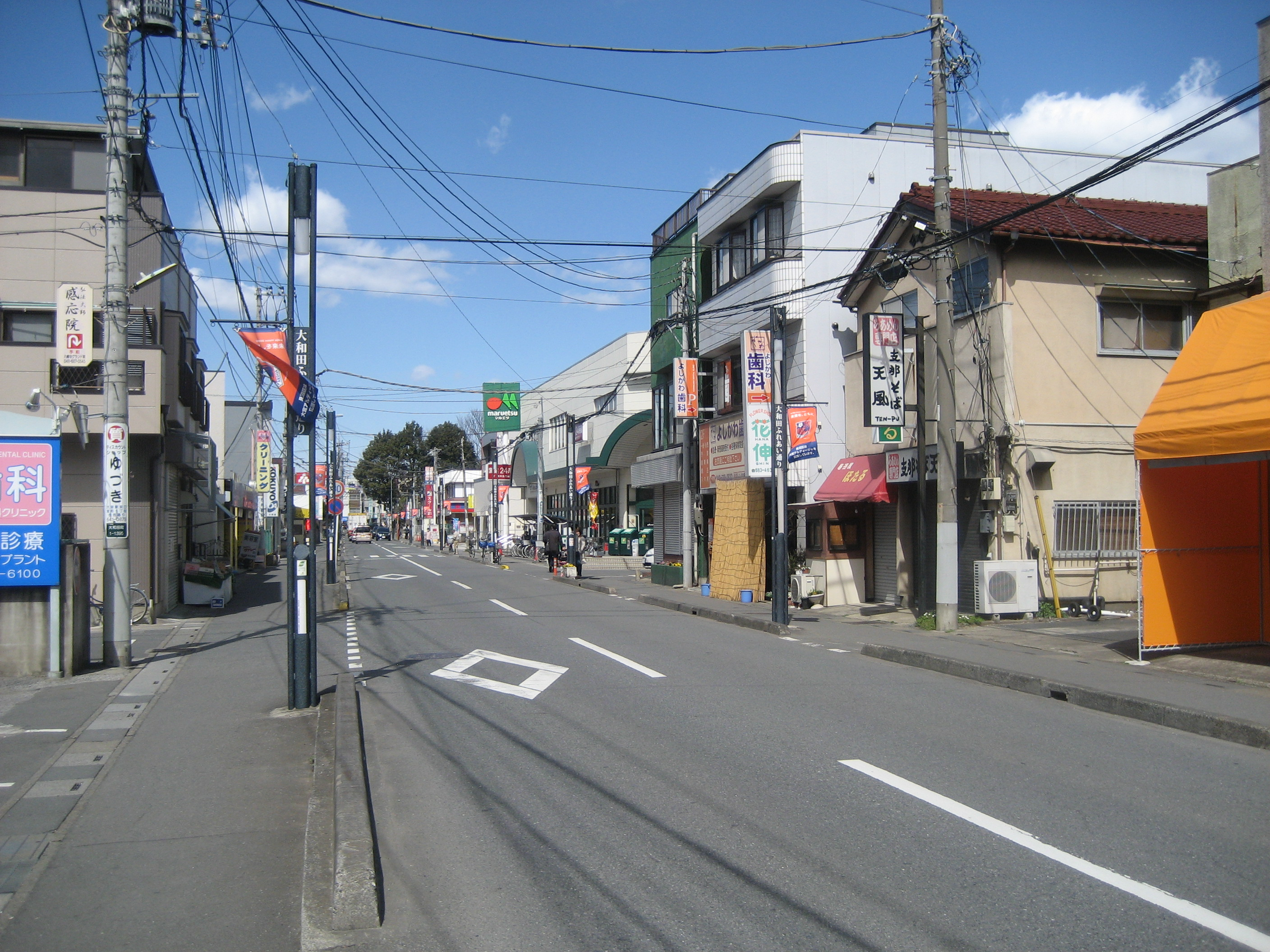
大和田駅南側付近

埼玉県道398号大和田停車場線（さいたまけんどう398ごう おおわだていしゃじょうせん）は、埼玉県さいたま市見沼区の東武野田線大和田駅（停車場）から、埼玉県道2号さいたま春日部線に至る一般県道である。

## 概要

### 路線データ
- 起点：大和田停車場（東武野田線 大和田駅）
- 終点：埼玉県さいたま市見沼区大和田町（大和田駅入口交差点、埼玉県道2号さいたま春日部線交点）
- 実延長：0.84km

## 路線状況

### 交通量
24時間交通量（台）　道路交通センサス
| 区間        | 平成17（2005）年度 | 平成22（2010）年度 | 平成27（2015）年度 |
| ----------- | ------------------ | ------------------ | ------------------ |
| 起点 - 終点 | 11,882             | 5,707              | 5,557              |

（出典：「平成22年度全国道路・街路交通情勢調査 一般交通量調査 箇所別基本表」、「平成27年度全国道路・街路交通情勢調査 一般交通量調査 箇所別基本表」（国交省ホームページ）より一部データを抜粋して作成）

## 地理

### 通過する自治体
- 埼玉県
  - さいたま市 - 見沼区

### 交差する道路
| 交差する道路                | 交差点名     | 所在地     | 所在地 | 所在地   |
| --------------------------- | ------------ | ---------- | ------ | -------- |
| 大和田停車場                | 大和田停車場 | さいたま市 | 見沼区 | 大和田町 |
| （大和田公園通り）          | 大和田駅南   | さいたま市 | 見沼区 | 大和田町 |
| 埼玉県道2号さいたま春日部線 | 大和田駅入口 | さいたま市 | 見沼区 | 大和田町 |

### 沿線の施設
- 東武野田線 大和田駅
- セイジョー 大和田店
- マルエツ 大宮大和田店
- 川口信用金庫大和田支店